# Andrés Montes

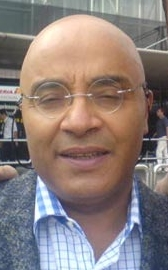
Andrés Montes

Andrés Montes (Madrid, 27 de novembro de 1955 - Madrid, 16 de outubro de 2009) foi um jornalista e comentarista esportivo espanhol.
De pai galega e mãe cubana, realizou diversas transmissões esportivas desde 1980, com destaque para o basquete e futebol. Trabalhou para a COPE, Radio Cadena Española, Radio Marca e Antena 3 Radio com José María García. Desde 1996 narrou, junto a Antoni Daimiel e Santiago Segurola as retransmissões da NBA em España para Canal +.
Em abril de 2006 anunciou a sua contratação por laSexta, responsável pelas transmissões da Copa do Mundo de 2006, apoiado pelo ex-jogador Julio Salinas e Esteva Antonio. Ele também comentou  o Campeonato Mundial de Basquete do Japão em 2006, junto com ex-jogadores Juan Manuel López Iturriaga e Juan Domingo de la Cruz. No Verão de 2007, transmitido ao Eurobasket, acompanhado por ex-jogadores Iturriaga e Epi. É o responsável pela popularização da expressão Tiki-Taka após uma narração pela Emissora LaSexta em um jogo da Copa do Mundo FIFA de 2006 embora seja um termo usado coloquialmente no Futebol espanhol e possivelmente originado por Javier Clemente